# Ludovic-Oscar Frossard
Ludovic-Oscar Frossard, właśc. Louis Frossard (ur. 5 marca 1889, zm. 11 lutego 1946) – francuski dziennikarz i polityk, ojciec dziennikarza katolickiego André Frossarda.
Reprezentował pacyfistyczne skrzydło partii socjalistycznej (SFIO). Był sekretarzem generalnym Francuskiej Partii Komunistycznej (PCF). Od 1924 do 1935 działał ponownie w SFIO. Redagował dziennik „Le Populaire”. Sprawował urząd ministra różnych resortów: pracy (1935–1936), propagandy (1938), robót publicznych (1938–1940 oraz czerwiec–lipiec 1940) i informacji (luty-kwiecień 1940). W czasie okupacji niemieckiej opowiedział się za Philippe’em Pétainem.